# 特定退職金共済
特定退職金共済（とくていたいしょくきんきょうさい）とは、所得税法施行令第73条に規定される特定退職金共済団体により運営される社外積立型の退職金制度である。

## 特定退職金共済団体
特定退職金共済事業を行う団体。所得税法施行令第73条においては、「市町村（特別区を含む。）、商工会議所、商工会、商工会連合会、都道府県中小企業団体中央会、退職金共済事業を主たる目的とする一般社団法人又は一般財団法人その他財務大臣の指定するこれらに準ずる法人」が特定退職金共済団体になりうる団体とされている。

## 制度のしくみ
特定退職金共済団体が共済の対象とする事業主が、特定退職金共済団体と退職金共済契約を締結し、毎月掛金を納付する。従業員が退職したときは、加入事業主に代わり、特定退職金共済団体が従業員に直接退職金を支払う。

## 中小企業退職金共済との違い
中小企業退職金共済とは「法律に基づいて運営される社外積立型の退職金制度」という点で類似するが、以下のような違いがある。
企業規模の要件がない
特定退職金共済は、企業規模に関係なく加入できる。一方で、中小企業退職金共済に加入できる企業は規模の上限が設定されている。
事業主体が複数存在する
特定退職金共済の事業主体である特定退職金共済団体は、全国に多数存在する。一方で、中小企業退職金共済の事業主体は、勤労者退職金共済機構中小企業退職金共済事業本部が唯一である。
掛金月額の区分が異なる
特定退職金共済の掛金月額は、下限が月1,000円からである。一方で、中小企業退職金共済の掛金月額は、下限が月5,000円からである。